# Hugh Bell (2e baronnet)
Pour les articles homonymes, voir Bell.
Thomas Hugh Bell, 2e baronnet, né le 10 février 1844 et mort le 29 juin 1931, est une personnalité politique britannique qui est maire de Middlesbrough à trois reprises, en 1874, 1883 et 1911, high sheriff de Durham en 1895, juge de paix, sous-lieutenant du comté de Durham, Lord Lieutenant du North Riding of Yorkshire. Il rejoint son entreprise familiale, Bell Brothers, et devient directeur de ses aciéries à Middlesbrough.
Thomas Hugh Bell est nommé compagnon de l'ordre du Bain (CB) lors des honneurs d'anniversaire de 1918.

## Famille
Il est le fils du maître de forges et métallurgiste Lowthian Bell et de son épouse, Margaret Pattinson. Il épouse Maria Shield le 23 avril 1867 et ont deux enfants :
- Gertrude Bell (1868-1926), auteure, voyageuse et responsable politique
- Maurice Bell, 3e baronnet (1871-1944)

À la mort de sa première femme, le 19 avril 1871, il épouse en deuxièmes noces Florence Olliffe, une fille de Joseph Olliffe.